# تكاثر الطفرات

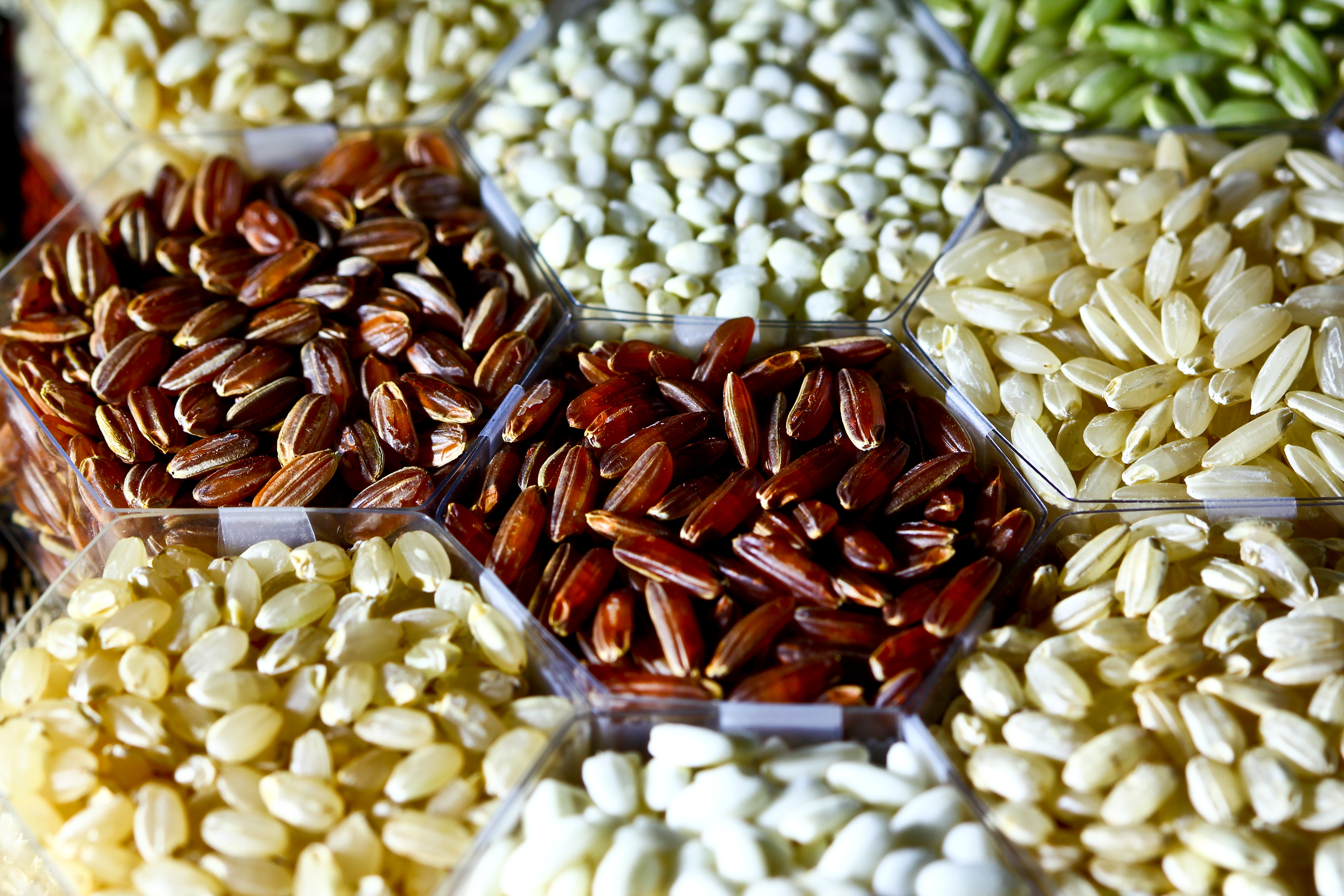
أنواع مختلفة من الأرز تم الحصول عليها عن طريق التكاثر بالطفرات.

التكاثر بالطفرات يشار إليه أحيانًا باسم التكاثر المتغير أو أنسال الطفرة هي عملية تعريض البذور للمواد الكيميائية أو الإشعاع أو الإنزيمات  لتوليد طفرات ذات سمات مرغوبة يتم تربيتها مع أصناف أخرى. تسمى النباتات التي يتم تطويرها باستخدام الطفرات أحيانًا بالنباتات المطفرة أو البذور المطفرة.
من عام 1930 إلى عام 2014، تم إطلاق أكثر من 3200 نوعًا من النباتات الطفرية  والتي تم اشتقاقها إما كطفرات مباشرة (70٪) أو من نسلها (30٪).  تمثل نباتات المحاصيل 75٪ من الأنواع المطفرة التي تم إطلاقها أما نسبة 25٪ المتبقية فهي من نباتات الزينة أو نباتات الزينة.  وعلى الرغم من أن منظمة الأغذية والزراعة / الوكالة الدولية للطاقة الذرية قد ذكرت في عام 2014 أن أكثر من 1000 نوع متحور من المحاصيل الأساسية الرئيسية تزرع في جميع أنحاء العالم،  إلا أنه من غير الواضح عدد هذه الأصناف المستخدمة حاليًا في الزراعة أو البستنة في جميع أنحاء العالم، نظرًا لأن هذه البذور لم يتم تحديدها أو تصنيفها دائمًا على أنها ذات أصل مطفر. 